# Anne Sullivan et Helen Keller
Annie Sullivan et Helen Keller (anglais : Annie Sullivan and the Trials of Helen Keller) est une bande dessinée de Joseph Lambert consacrée à la relation entre Helen Keller (1880-1968), fillette américaine sourde, muette et aveugle, et sa tutrice Anne Sullivan (1866-1936) qui lui apprit à lire, écrire et parler. Publiée aux États-Unis en avril 2012 par Disney Hyperion, elle a fait l'objet d'une traduction française co-éditée l'année suivante par les éditions Çà et là et Cambourakis.

## Prix et récompenses
- 2013 : Prix Eisner du meilleur album inspiré de la réalité
- 2014 : Sélection officielle du festival d'Angoulême 2014

## Liens et références
- Ressource relative à la bande dessinée :   - Comic Vine
- Notices d'autorité :   - BnF (données)